# Kapelle Untersteinbach (Bad Heilbrunn)

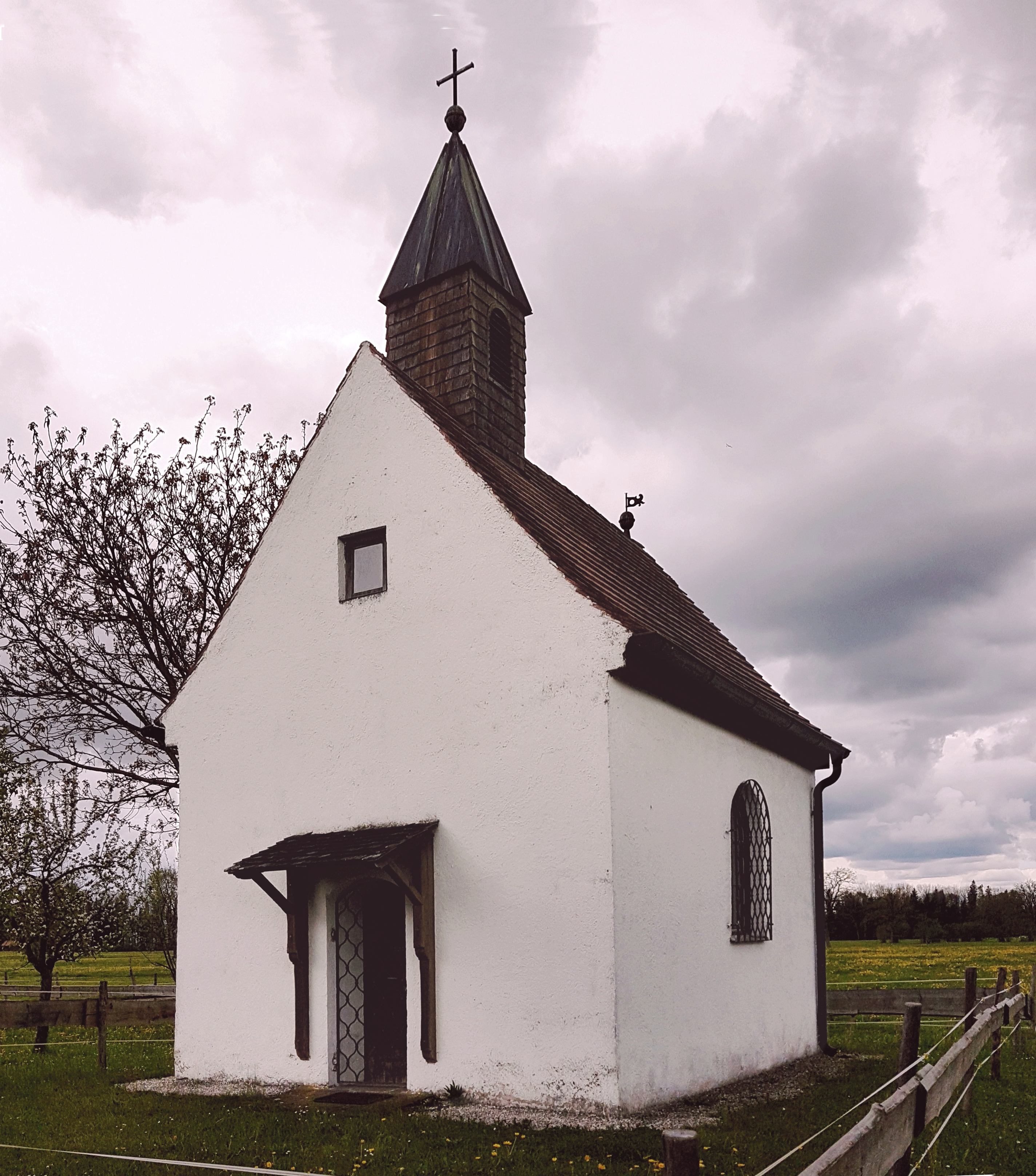
Kapelle in Untersteinbach

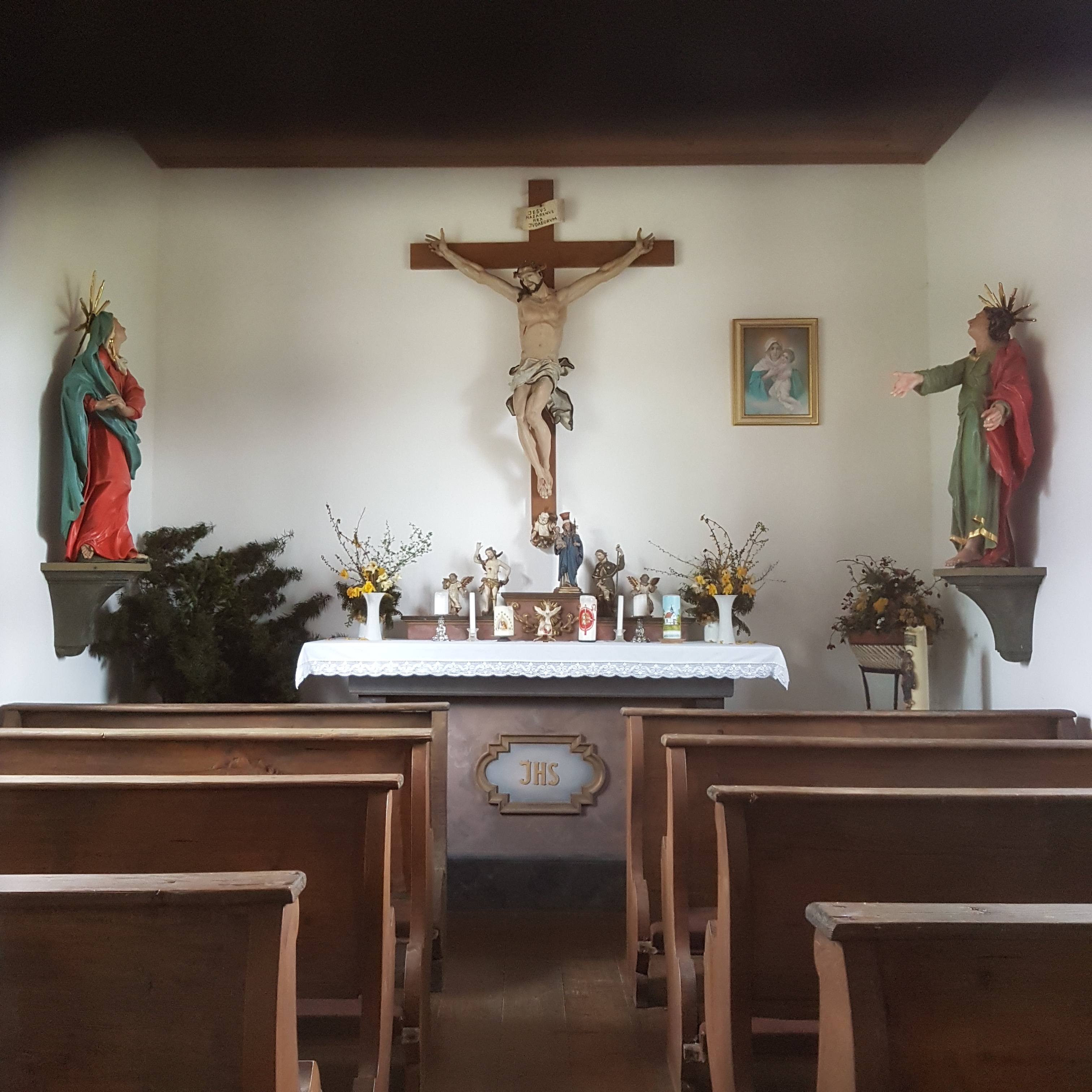
Innenansicht mit Altar

Die katholische Kapelle in Untersteinbach, einem Ortsteil der Gemeinde Bad Heilbrunn im oberbayerischen Landkreis Bad Tölz-Wolfratshausen, wurde Anfang des 19. Jahrhunderts errichtet. Die Kapelle am westlichen Ortsrand ist ein geschütztes Baudenkmal.
Der nach Westen gerichtete rechteckige Satteldachbau mit verschindeltem Dachreiter hat im Inneren eine moderne, hölzerne Felderdecke. 
Zur Ausstattung gehören ein Kruzifix und die Figuren der Pestheiligen Rochus und Sebastian aus dem 18. Jahrhundert. 